# 舊貝巴鄉

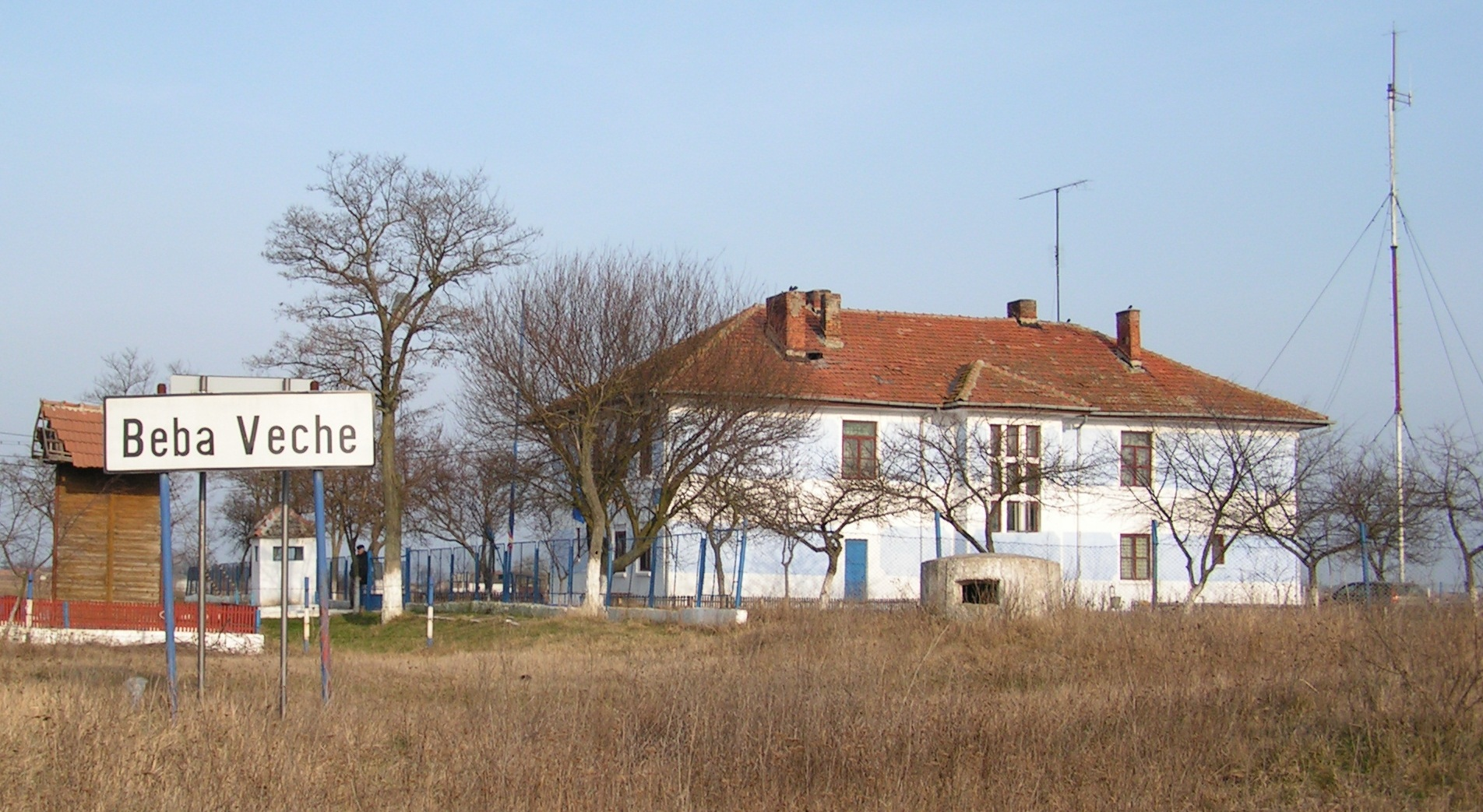

46°08′N 20°19′E / 46.133°N 20.317°E
舊貝巴鄉（羅馬尼亞語：Comuna Beba Veche, Timiș），是羅馬尼亞的鄉份，位於該國西部，由蒂米什縣負責管轄，面積94平方公里，海拔高度76米，2002年人口1,606，人口密度每平方公里17人。